# Neastacilla antipodea
Neastacilla antipodea är en kräftdjursart som beskrevs av Gary C.B. Poore 1981. Neastacilla antipodea ingår i släktet Neastacilla och familjen Arcturidae.
Artens utbredningsområde är havet kring Nya Zeeland. Inga underarter finns listade i Catalogue of Life.